# Susan Stewart (poetessa)

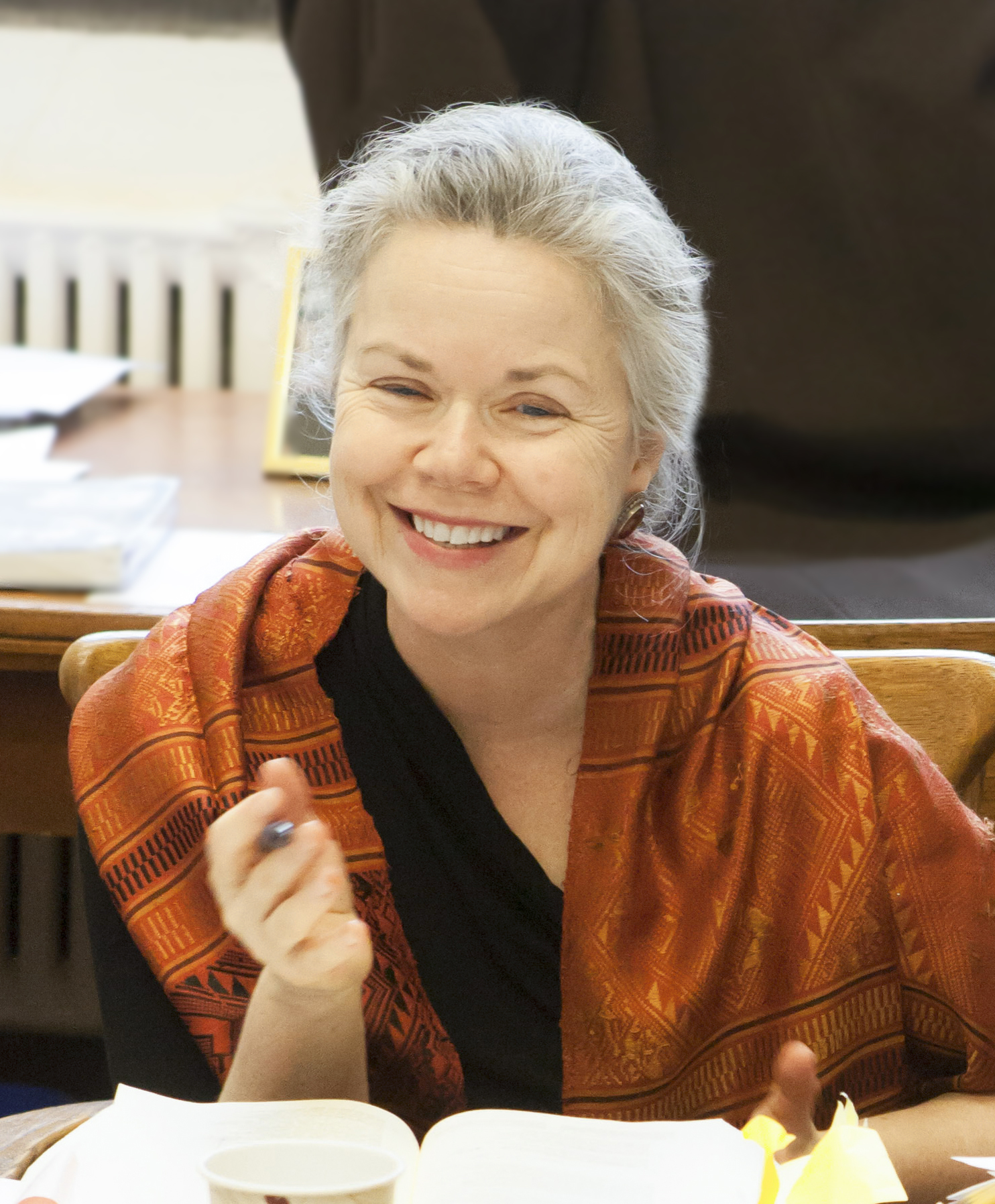
Susan Stewart nel 2012

Susan Stewart (Pennsylvania, 1952) è una poetessa statunitense.

## Biografia e opere
Vive tra Filadelfia e Princeton. 
Poeta, critico e traduttore, si è occupata anche di critica d'arte. 
Nel 2005 ha ottenuto il titolo di chancellor dall'Academy of American Poets ed è membro dell'American Academy of Arts and Sciences.
Docente di discipline umanistiche, dirige la Society of Fellows in the Liberal Arts presso la Princeton University.
Conosce e frequenta l'Italia. Ha spesso collaborato con artisti italiani, tra cui Sandro Chia. In italiano ha pubblicato due libri, Columbarium e altre poesie, (Ares 2006) e Red Rover, (Jaca Book 2011), a cura di Maria Cristina Biggio.